# Fluoro-taramite
La fluoro-taramite (simbolo IMA: Fltrm) è un rarissimo minerale del supergruppo dell'anfibolo, all'interno del quale viene collocato nel "gruppo degli anfiboli con W(OH,F,Cl)-dominante" e da lì al sottogruppo degli anfiboli di sodio-calcio dove occupa un posto nel "gruppo contenente la radice taramite nel nome"; essendo un anfibolo, appartiene agli inosilicati e pertanto alla famiglia minerale dei "silicati", e possiede composizione chimica Na(NaCa)(Mg3Al2)(Si6Al2)O22F2.
La fluoro-taramite è definita con:
- catione sodio dominante in posizione A
- catione magnesio (Mg2+) dominante in posizione C2+
- catione alluminio (Al3+) dominante in posizione C3+
- anione fluoro (F-) dominante in posizione W.

## Etimologia e storia
La nuova specie di minerale è stata scoperta nell'eclogite di Jianchang nei pressi di Lianyungang (Cina) e le fu inizialmente attribuito il nome di fluoro-alumino-magnestiotaramite in base alla nomenclatura degli anfiboli del 1997. La revisione della nomenclatura degli anfiboli del 2012 ha comportato la modifica del nome in fluoro-taramite.
La radice del nome, taramite, prende il nome dalla località di Walitarama nei pressi di Mariupol' (in Ucraina).

## Classificazione
La classica nona edizione della sistematica dei minerali di Strunz, aggiornata dall'Associazione Mineralogica Internazionale (IMA) fino al 2009, elenca la fluoro-taramite con il nome fluoro-alumino-magnestiotaramite e la colloca nella classe "9. Silicati (germanati)" e da lì nella sottoclasse "9.D Inosilicati"; questa viene suddivisa più finemente in base alla struttura cristallina del minerale, in modo tale che la fluoro-taramite (fluoro-alumino-magnestiotaramite) possa essere trovata nella sezione "9.DE Inosilicati con catene doppie di periodo 2, Si4O11; clinoanfiboli" dove forma il sistema nº 9.DE.20.
Tale classificazione viene mantenuta anche nell'edizione successiva, proseguita dal database "mindat.org".
Nella Sistematica dei lapis (Lapis-Systematik) di Stefan Weiß la fluoro-taramite è nella classe dei "silicati" e da lì nella sottoclasse degli "inosilicati"; qui il minerale si trova nella sezione di quelli che hanno struttura "[Si4O11] a due bande 6-; anfiboli Na-Ca" dove forma il sistema nº VIII/F.09.
Anche la classificazione dei minerali secondo Dana, usata principalmente nel mondo anglosassone, elenca la fluoro-taramite nella famiglia dei silicati; qui è nella classe degli "inosilicati: catene doppie non ramificate, W=2" e nella sottoclasse degli "inosilicati: catene doppie non ramificate, configurazione anfibolo W=2" dove forma il "gruppo 3, gli anfiboli sodico-calcici" con il numero di sistema 66.01.03b.

## Abito cristallino
La fluoro-taramite cristallizza nel sistema monoclino nel gruppo spaziale C2/m (gruppo nº 12) con i parametri reticolari a = 9,7414 Å, b = 17,9095 Å, c = 5,3335 Å e β = 104,672°, oltre ad avere 2 unità di formula per cella unitaria.

## Origine e giacitura
La fluoro-taramite è stata scoperta nell'eclogite associata a fluoro-nybøite, clinopirosseno, granato, rutilo, apatite, paragonite, plagioclasio e quarzo. La fluoro-taramite si è formata per sostituzione della fluoro-nybøite durante il passaggio dalla facies eclogitica in condizioni di alta pressione alla facies anfibolitica con la risalita e il metamorfismo retrogrado. L'alluminio e il calcio necessari sono stati forniti dal riassorbimento del granato.
Il minerale è rarissimo ed è stato trovato solo nella sua località tipo, Jianchang, che si trova nei pressi di Lianyungang (Cina).

## Forma in cui si presenta in natura
La fluoro-taramite è stata trovata sotto forma di grani di dimensioni inferiori ai 100 µm. Il minerale è trasparente con lucentezza vitrea; il colore è verde-bluastro.

## Proprietà ottiche
La fluoro-taramite presenta un visibile pleocroismo con assenza di colore lungo {\displaystyle x} e con colori viola chiaro lungo {\displaystyle y} e blu lungo {\displaystyle z}.